# جعيدي(صنعة)

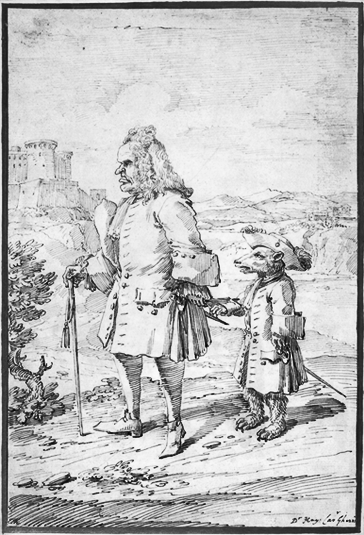
كاريكاتير لجعيدي برفقة دب

جعيدي كلمة عربية مولدة تعني مرقص القرود والدببة. في وقت لاحق، جاءت كلمة جعيدي بالعامية لتعني الولي، الذي يرافق أي شاب في رحلاته.